# Estádio João Lamego Netto
Het Estádio João Lamego Netto is een multifunctioneel stadion in Ipatinga, een stad in Brazilië. Tussen 1982 en 2011 heette het stadion Estádio Municipal Epaminondas Mendes Brito. De nicknames van het stadion zijn 'Ipatingão' en 'Lamegão'.
Het stadion wordt vooral gebruikt voor voetbalwedstrijden, de voetbalclub Ipatinga FC maakt gebruik van dit stadion. In het stadion is plaats voor 24.500 toeschouwers. Het stadion werd geopend in 1982 en gerenoveerd tussen 2007 en 2008.
Het stadion is vernoemd een voormalig burgemeester van Ipatinga, João Lamego Netto. Daarvoor was het stadion vernoemd naar Epaminondas Mendes Brito. De ingenieur die hielp bij de bouw van het stadion en die vlak voor de opening stierf.